# Synaldis bavarica
Synaldis bavarica är en stekelart som beskrevs av Fischer 2003. Synaldis bavarica ingår i släktet Synaldis och familjen bracksteklar. Inga underarter finns listade i Catalogue of Life.